# Robbie Winters
Robbie Winters, född 4 november, 1974 i East Kilbride, är en skotsk fotbollsspelare. Han har tidigare spelat i bland andra Dundee United FC, Aberdeen FC, SK Brann och Livingston FC. Han spelade en match för det skotska landslaget 1999.

## Meriter

### Skottland
- Skotska cupen:  1994

### Norge
- Norska cupen: 2004
- Tippeligaen: 2007